# Novi di Modena
Novi di Modena är en ort och kommun i provinsen Modena i regionen Emilia-Romagna i Italien. Kommunen hade 10 066 invånare (2018).